# 南投県
南投県（ナントウけん）は、中華民国台湾省中部の県。台湾本島では唯一の内陸県である。県政府所在地は南投市。

## 概要
南投県は台湾原住民が比較的多く暮らしていることでも知られており、2003年の統計では、県内全体の原住民人口は約26,000人（7,200戸）となっている。主な部族はタイヤル族（泰雅族）、ブヌン族（布農族）、ツォウ族（鄒族）であるが、それ以外にも日月潭の周辺に平埔族の一つであるサオ族（邵族）が暮らしている。
また、1999年9月21日に発生したM7.6の集集地震は県内の集集鎮を震源とするものであり、山間盆地を中心として県内に甚大な被害をもたらした。

## 地理
台中市の南南東、嘉義県の北北東に位置する県である。米・サトウキビ・パイナップル・バナナなどが栽培され、農産物加工業が発達している。県内の観光地としては台湾最高峰の玉山や風景区の日月潭などがよく知られている。

## 歴史
南投県は鄭成功時代は初め天興県に、後に北路安撫司に帰属した。1683年、清による統治が開始されると南投地区は福建省台湾府諸羅県の管轄に置かれた。1723年、彰化県が設置されると、彰化県に帰属した。しかしこれらは名目的な行政区分でしかなく、原住民の居住地であった南投に行政統治が及ぶことはなかった。実質的な行政力が及ぶようになったのは1759年の県丞が設置されてからである。
1887年に台湾が独立した省となると南投は台湾府台湾県に帰属、県丞が南投に駐留、同時に雲林縣衙が竹山に設けられ雲林県を管轄していた。1895年に日本統治下に入り、数度の行政区改編を経て台中県の管轄となった。戦後の1950年10月、台湾の地方行政制度改革の際に台中県から南投県が分割され、県政府を南投鎮に設置した。1981年12月25日に南投鎮に市制が施行され、現在の1市4鎮8郷となった。

## 行政区画
| 区分 | 数 | 名称                                                                         |
| ---- | -- | ---------------------------------------------------------------------------- |
| 市   | 1  | 南投市                                                                       |
| 鎮   | 4  | 埔里鎮 \| 草屯鎮 \| 竹山鎮 \| 集集鎮                                         |
| 郷   | 8  | 鹿谷郷 \| 名間郷 \| 中寮郷 \| 魚池郷 \| 国姓郷 \| 水里郷 \| 信義郷 \| 仁愛郷 |

## 教育

### 技術学院
その他の教育機関は下部行政区域の項目を参照

## 交通
| 種別 | 路線名称 | 駅・IC                                         |
| ---- | --- | ---------------------------------------------- |
| 鉄道 | 集集線 | 濁水駅 龍泉駅 集集駅 水里駅 車埕駅             |
| 鉄道 | 阿里山森林鉄路祝山線                                                                                          | 対高岳駅（駅前後の僅かな区間は南投県内にある） |
| 索道 | 日月潭ロープウェイ                                                                                            | 日月潭駅 九族文化村駅                          |
| 国道 | 国道3号 | 草屯IC 南投IC 名間IC 竹山IC 中興JCT            |
| 国道 | 国道6号 | 草屯東IC 国姓IC 北山IC(建設中) 愛蘭IC 埔里IC   |
| 省道 | 台3線 台3甲線 台14線 台14甲線 台14乙線 台14丁線 台16線 台16甲線 台18線 台21線 台21甲線 台63線 台63甲線 台76線 | -                                              |

## 特産品
- 大公凍（龍眼）：県内中寮郷の特産品
- バナナ：県内集集鎮の特産品
- 梅：県内信義郷の特産品
- 筍（干しタケノコ）

## 観光地
- 玉山
- 日月潭
- 台湾地理中心碑